# جوزف پنل
جوزف پنل (انگلیسی: Joseph Pennell; ۴ ژوئیهٔ ۱۸۵۷ – ۲۳ آوریل ۱۹۲۶) پیکر تراش، نویسنده، تصویرگر، نقاش، و زندگی‌نامه‌نویس اهل ایالات متحده آمریکا بود.

## زندگی‌نامه
پونل در فیلادلفیا متولد شد و برای اولین بار در آنجا تحصیل کرد، و سپس به لندن رفت و در مدرسه هنر اسلید تدریس کرد.
او مدال طلا را در نمایشگاه جهانی (۱۹۰۰) و ۱۹۰۴ نمایشگاه خرید لوئیزیانا به دست آورد. او همچنین در لیگ هنر دانشجویان نیویورک تدریس کرد.